# کوچوک‌چنار (چوکوروا)
کوچوک‌چنار (به ترکی استانبولی: Küçükçınar) یک منطقهٔ مسکونی در ترکیه است که در کارایسالی واقع شده‌است. کوچوک‌چنار ۲۳۳ نفر جمعیت دارد.